# Womanhood, the Glory of the Nation
Womanhood, the Glory of the Nation è un film muto del 1917 diretto da James Stuart Blackton e William P.S. Earle. Prodotto dalla Vitagraph Company of America aveva come interpreti Alice Joyce, Harry T. Morey, Naomi Childers, Joseph Kilgour, Walter McGrail, Mary Maurice, James Morrison. Nel film appaiono nel ruolo di loro stessi anche i presidenti degli Stati Uniti Theodore Roosevelt e Woodrow Wilson.
Il personaggio di Jane Strong, interpretato da Naomi Childers, è una caratterizzazione moderna di Giovanna d'Arco.

## Trama
Viaggiando in Europa, Mary Ward affascina il conte Dario di Ruritania che la chiede in sposa. Promettendogli una risposta, Mary ritorna negli Stati Uniti via Manila. Passando per le Filippine, viene a sapere che New York è stata attaccata a sorpresa dalla Ruritania e, nel corso dell'attacco, sua madre e sua sorella sono rimaste uccise. Paul Strong, un politico statunitense, riaccompagna Mary in patria e a New York apre una campagna per riorganizzare l'esercito. La sorella di Paul, Jane, che si presenta ai raduni impersonando Giovanna d'Arco per infiammare gli animi dei patrioti, viene uccisa. Mary usa il fascino che esercita su Dario, il cui padre è a capo delle forze della Ruritania, per carpirgli segreti militari. Tra reduci feriti - come Philip, il fratello di Mary, cieco di guerra -, spionaggio e battaglie, gli Stati Uniti riescono a vincere la guerra guidati alla vittoria da Paul. Lui e Mary, abbracciati a New York, osservano ora felici una città nuovamente prospera e in pace.

## Produzione
Il film fu prodotto dalla Vitagraph Company of America come sequel de L'invasione degli Stati Uniti (The Battle Cry of Peace) e, in origine, il titolo del film avrebbe dovuto essere The Battle Cry of War. James Stuart Blackton ha firmato il film come regista, produttore e supervisore della pellicola, conosciuta anche come Womanhood.
Secondo la stampa, il film era stato concepito in origine dall'ex presidente Roosevelt, che diede molti suggerimenti e consigli durante la sua lavorazione. Wally Van, un altro regista della Vitagraph, avrebbe girato insieme al suo cameraman da un pallone riprese aeree di esplosioni a Pittsfield, nel Massachusetts, mentre le scene di battaglia furono girate di seguito, ma non si sa di sicuro se le scene di Van siano poi state inserite nel montaggio finale. Durante le scene di battaglia girate alle Fox Hills, nei pressi di Grasmere, a Staten Island, il regista William P.S. Earle rimase seriamente ferito da una mina esplosa in anticipo. Alle scene di guerra presero parte un reparto di artiglieria della Guardia costiera, la polizia di Fort Wadsworth, un campo di addestramento di New York e un reparto di Brooklyn.

## Distribuzione
Il copyright del film, richiesto dalla Vitagraph Co. of America riportando il titolo Womanhood, fu registrato il 17 marzo 1917 con il numero LP10406.

Una versione del film in otto rulli venne proiettata in anteprima a Filadelfia il 19 marzo 1917 e poi presentata, in prima a New York, il 1º aprile. In seguito, la pellicola venne rimontata in una versione ridotta di cinque rulli per essere distribuita nelle sale dalla Greater Vitagraph (V-L-S-E) (con il nome V-L-S-E Inc.).
Non si conoscono copie ancora esistenti della pellicola che viene considerata presumibilmente perduta.

### Date di uscita
- USA	1º aprile 1917	 (New York City, New York)
- USA	9 aprile 1917

Alias
- Battle Cry of War	(undefined)
- Womanhood	(undefined) (titolo copyright)